# Козьмодемьяновка (Беломестнокриушинский сельсовет)
Козьмодемья́новка — село в Тамбовском районе Тамбовской области России. 
Входит в состав Беломестнокриушинского сельсовеа.

## География
Расположено на реке Криуша, примерно в 26 км к западу от центра города Тамбова, на автомобильной трассе Тамбов — Мичуринск (Р-22 «Каспий»), к западу от центра сельсовета, села Беломестная Криуша, и к востоку от села Красная Криуша.

## Население
| 2002 | 2010 |
| ---- | ---- |
| 256  | ↗271 |

### Национальный состав
Согласно результатам переписи 2002 года, в национальной структуре населения русские составляли 99 % от жителей.